# Episodi di American Playhouse (decima stagione)
La decima stagione della serie televisiva American Playhouse è stata trasmessa in anteprima negli Stati Uniti d'America tra il 15 marzo 1991 e il 12 giugno 1991.
| nº | Titolo originale    | Titolo italiano | Prima TV USA   | Prima TV Italia |
| -- | ------------------- | --------------- | -------------- | --------------- |
| 1  | Into the Woods      |                 | 15 marzo 1991  |                 |
| 2  | The Grapes of Wrath |                 | 22 marzo 1991  |                 |
| 3  | Three Hotels        |                 | 29 marzo 1991  |                 |
| 4  | The Sunset Gang     |                 | 5 aprile 1991  |                 |
| 5  | Hot Summer Winds    |                 | 22 maggio 1991 |                 |
| 6  | The Hollow Boy      |                 | 12 giugno 1991 |                 |